# Annalen von St. Bertin
Als Annalen von St. Bertin (Annales Bertiniani) bezeichnet die Forschung seit dem 19. Jahrhundert ein Geschichtswerk, das im 9. Jahrhundert im Westfrankenreich als Fortsetzung der sogenannten karolingischen Reichsannalen entstanden ist. Berichtet wird über den Zeitraum zwischen 741 und 882; die Annalen gelten als die wichtigste Quelle für die Zeit der westfränkischen Herrscher Karl des Kahlen, Ludwig des Stammlers, Ludwig III. und Karlmann.

## Überblick
Die Benennung der Annalen nach der Abtei Saint-Bertin geht auf die älteste erhaltene Handschrift zurück, die aus dem 10. oder 11. Jahrhundert stammt. Vielleicht noch älter ist eine Reimser Abschrift, die allerdings nur durch eine späte Kopie des 17. Jahrhunderts bekannt ist.
Unterschieden werden können drei Teile. Der erste umfasst den Berichtszeitraum zwischen 741 und 835. Die Darstellung der Jahre bis 829 ist im Wesentlichen eine Kopie der Reichsannalen mit einigen Ergänzungen; erst ab 830 berichtet der Verfasser eigenständig. Der Erzkaplan Fulko, Abt des Klosters Saint-Hilaire-de-Poitiers, dürfte der Initiator dieses Teils gewesen sein.
Im zweiten Teil wird über die Ereignisse zwischen 835 und 861 berichtet. Geschrieben wurde er von Prudentius, einem von der iberischen Halbinsel stammenden Geistlichen, der unter Ludwig dem Frommen Kapellan war und Mitte der 840er Jahre zum Bischof von Troyes erhoben wurde. Aufgrund seiner Stellung hatte Prudentius gute Kenntnisse über die Vorgänge am Königshof und bietet daher aufschlussreiche Einsichten über die Politik dieser Zeit.
Dieser zweite Teil ist besonders dahingehend bedeutsam, als er die erste Erwähnung der Eroberungen der skandinavischen Waräger, auch als Rus (altnordisch für Ruderer) bekannt, in Nordrussland beschreibt, aus denen später das Reich der Kiewer Rus hervorgehen sollte. Die Annalen beschreiben eine zu Ingelheim am Rhein erfolgte Befragung einer Abordnung der Rus durch Kaiser Ludwig im Jahr 839; ein Jahr zuvor war die Delegation zu Gast am oströmischen Hofe in Byzanz gewesen und hatte sich danach entschlossen, den Heimweg über die Ostsee zu nehmen, um vor den häufigen Plünderangriffen durch die Magyaren in den Steppen der Osteuropäischen Ebene sicher zu sein, wozu sie von Ludwig eine Erlaubnis zur Durchquerung des Frankenreiches benötigten. Auf Befragen des Kaisers erklärten die Rus, dass ihr Stamm ursprünglich aus Schweden stamme und sich unter Führung eines aus ihrer Mitte erwählten chacanus (die lateinische Bezeichnung für Chagan) in Nordrussland niedergelassen habe. Den Titel eines Chagans dürften die Rus unter Vermittlung durch die Awaren kennengelernt haben, die während ihrer damaligen Ausbreitung in Ost- und Südosteuropa sowohl mit den Franken als auch mit Ostrom in fortdauerndem Konflikt standen; die Bezeichnung erhielt sich noch mehrere Jahrhunderte lang in Namen des Rus-Chaganats (wovon sich schließlich der heutige Name Russland ableitete), ebenso wie der Fürstentitel Knaz, der, vom germanischen kuningaz für: „König“ abgeleitet, bis weit in die Neuzeit Bestand hatte.
Der dritte Teil umfasst die Jahre zwischen 861 und 882. Sein Verfasser ist der Erzbischof Hinkmar von Reims. Hinkmar war spätestens nach dem Tod Karls des Kahlen (877) die führende politische Figur im Westfrankenreich und verfügte über umfangreiche Informationen über die politischen Ereignisse seiner Gegenwart. Dies macht seine ausführlichen Berichte zu einer vorzüglichen Quelle. Übersehen werden darf allerdings nicht, dass die Darstellung stark von Hinkmars persönlichen Urteilen geprägt ist.
Zeitlich schließen an die Annalen von St. Bertin die Annales Vedastini an (bis 900).

## Editionen
- Annales de Saint-Bertin. Hrsg. v. Félix Grat/Jeanne Vielliard/Suzanne Clémencet (mit Einführung von Léon Levillain), Paris 1964.
- Annales Bertiniani. In: Georg Heinrich Pertz u. a. (Hrsg.): Scriptores (in Folio) 1: Annales et chronica aevi Carolini. Hannover 1826, S. 419–515 (Monumenta Germaniae Historica, Digitalisat)
- Georg Waitz (Hrsg.): Scriptores rerum Germanicarum in usum scholarum separatim editi 5: Annales Bertiniani. Hannover 1883 (Monumenta Germaniae Historica, Digitalisat)

## Übersetzungen
- Annales Bertiniani/Jahrbücher von St. Bertin (Quellen zur karolingischen Reichsgeschichte, Teil 2). Neu bearb. v. Reinhold Rau (Freiherr vom Stein-Gedächtnisausgabe 6), Darmstadt 1969, S. 11–287 (lateinisch/deutsch, ab 830).
- The Annals of St-Bertin (Ninth-Century Histories, Vol. 1). Hrsg. von Janet Nelson. Manchester-New York 1991.